# مبالغة (لغة)

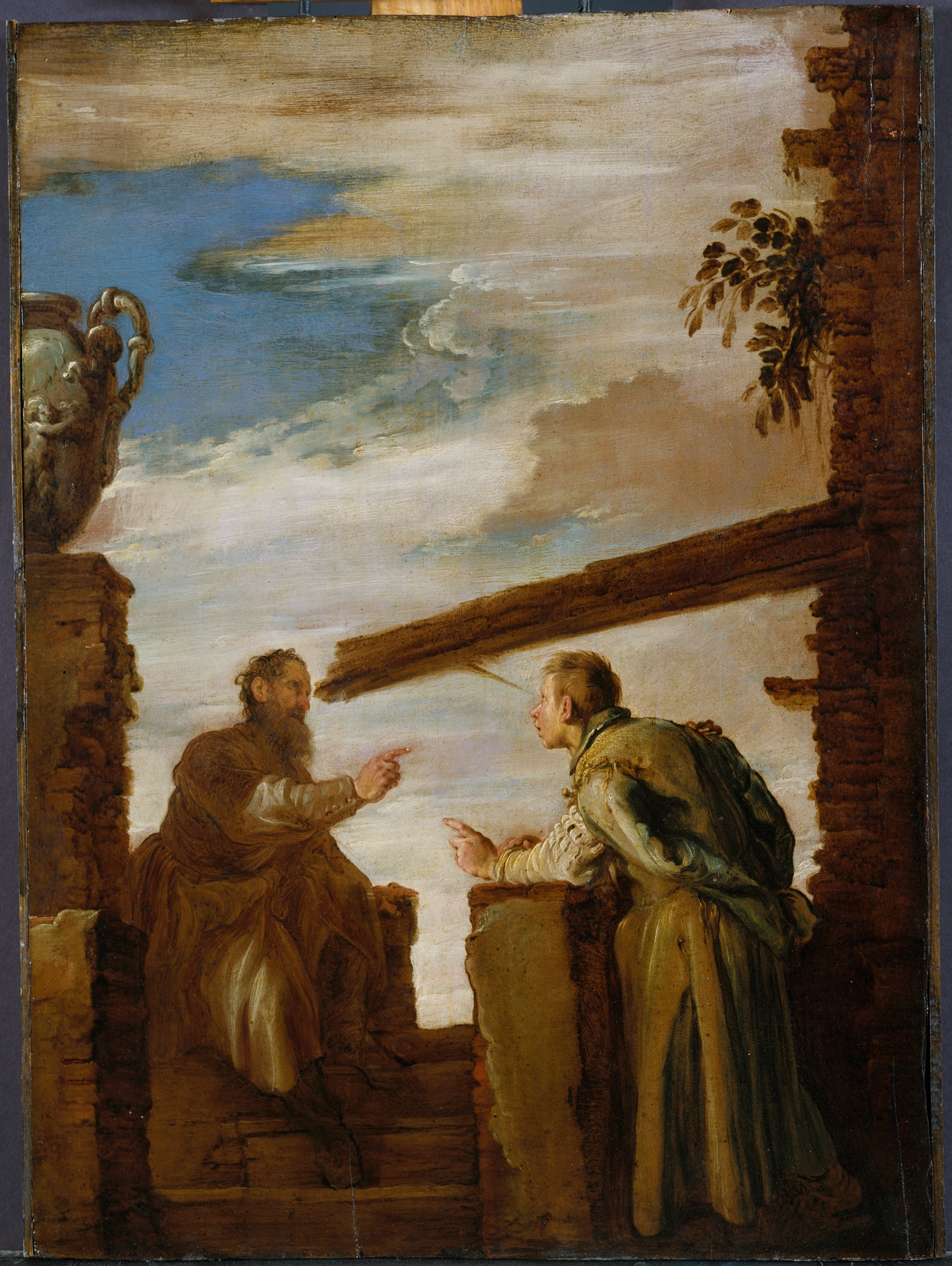

الغلو أو حصر الجزئي وإلحاقه بالكلي هو استخدام المبالغة بشكل بلاغي، أو بشكل خطابي. في الشعر، والخطابة، بحيث تثير مشاعر قوية، وتخلق انطباعات قوية. كشكل من الكلام، فإنه عادة لا يقصد به، أن يؤخذ حرفيا. فالمبالغة عند أهل العربية هي أن يدعي المتكلم بلوغ وصف في الشدة أو الضعف حدا مستحيلا أو مستبعدا ليدل على أن الموصوف بالغ في ذلك الوصف إلى النهاية.
ووَضَعَ البلاغيون العرب القدماء  لِلمُبالغة تعريفاتٍ كثيرةً وقـد انصـب اهتمامهم في أثناء معالجتهم لقضية المُبالغة على المُبالغة الواقعة في الشعر بشكل عام، والتشبيه بشكـل خاص، فلم يكن لمبالغة اللفظة المفردة مكان في جل دراساتهم، إلا بعض إشارات قليلة، كما أنهم اكتفوا في أثناء حديثهم بالنزر اليسير فيما يتعلق بموضوع المبالغة من ناحيـة، ومـن ناحية أخرى فقد تعرضوا إلى المبالغة كل من زاويته الخاصة فـالمبالغة عند الزجاج تعني:"تمام القدرة واستحكامها، ففي قوله تعالى: ﴿أَلَمْ تَعْلَمْ أَنَّ اللَّهَ لَهُ مُلْكُ السَّمَاوَاتِ وَالْأَرْضِ﴾ [البقرة:107]]، يقول: ومعنى المُلك في اللغة: تمام القدرة واستحكامها، فمـا كـان مما يقال فيه مَلِكٌ سمي المُلْك، وما نالته القدرة، مما يقال فيه مالِك فهو مِلْك...، وأصل هذا من قولهم: (مَلَكْتُ العجين أمْلُكُه) إذا بالغت في عجنه، ومن هذا قيل التزويج، شهدنا "إملاك "فـلان أي شهدنا عقد أمر نكاحه وتشديده.
أما المبرد فيتناول موضوع المُبالغة من خلال تناوله لفن التشبيه ويقول: "والعرب تُشبِّه على أربعة أضرب... منها التشبيه المفرط، والتشبيه المصيب، والتشبيه المقارب، والتشبيه البعيد، فمن التشبيه المفرط المتجاوز، قولهم للسخي: هو كـالبحر، وللشـجاع: هـو كالأسـد وللشريف: سما حتى بلغ النجم ويتضح أن المبرد ينظر إلى المبالغة من المنظار الذي ينظر منه قدامة والعسكري فما المبالغة عنده سوى خروج عن الحد والغاية، وإفراط فـي الوصـف وتجاوز للمألوف.
وتُعرَّفُ المُبالغة عند أهل النحو على أنَّها:- أسماءٌ تُشتَّّقُ من الأفعال للدلالةِ على معنى اسم الفاعل مع تأكيد المعنى وتقويتِهِ والمبالغة فيه، ومن ثم سُمِّيَتْ صِيَغُ مُبالغة. وهي لا تُشتَّقُ إِلا من الأفعال الثلاثية.

## الاستخدام
يمكن أيضا استعمال كلمة الغلو، في مواقف مثل المبالغة للتأكيد، أو التأثير. حيث غالبا ما يستخدم الغلو، في الكلام غير الطبيعي، مثل قول «الكيس يزن طن». الغلو، يجعل النقطة التي وجد فيها المتحدث، أن الكيس ثقيل للغاية،  على الرغم، من أنه لم يكن يزن طن حرفياً.